# Купацо (Кјети)
Купацо (итал. Cupazzo) је насеље у Италији у округу Кјети, региону Абруцо.
Према процени из 2011. у насељу је живело 60 становника. Насеље се налази на надморској висини од 130 м.